# إكسو-مان
إكسو-مان هو فيلم عن بطل خارق للطبيعة، أنتج للتلفزيون عام 1977، وهو من إخراج ريتشارد إيرفينغ. كتب سيناريو الفيلم هنري سيمون وليونيل إي. سيغل اقتباساً عن قصة مارتن كايدن وهنري سيمون. الفيلم من بطولة ديفيد أكرويد، آن شيددين، أ. مارتينيز، وخوسيه فيرير.    
وفقًا لكتاب Unsold TV Pilots الذي كتبه لي غولدبرغ، كان من المفترض أن يكون الفيلم بمثابة حلقة تجريبية لسلسلة متواصلة. يزعم غولدبرغ أن الفيلم لم يُقبل للإنتاج التسلسلي بسبب نقص إمكانات التسويق، على الرغم من أرقام المشاهدة الناجحة نسبيًا. 

## الحبكة
أستاذ جامعي أصيب بالشلل نتيجة لهجوم شنّه رجال العصابات، يصنع بدلة مدرعة تمكنه من المشي ومحاربة الجريمة.

## الممثلون
- ديفيد أكرويد بدور الدكتور نيكولاس كونراد / إكسو مان
- آن شيددين بدور إميلي فروست
- أ. مارتينيز بدور رافائيل توريس
- خوسيه فيرير بدور كيرميت هاس
- جاك كولفين بدور مارتن
- هاري مورغان بدور آرثر ترافيس
- كيفن مكارثي بدور دي إيه كامينسكي
- دونالد موفات بدور والاس روجرز

## الاستقبال
حاز العرض على انتقادات سلبية منذ بثه من مدونة Io9 و صحيفة Topless Robot، حيث كتبت الصحيفة إن فيلم إكسو-مان هو استنساخ للرجل الحديدي. 